# Trevor Tomkins
Trevor Ramsey Tomkins (Londen, 12 mei 1941 – 9 september 2022) was een Britse jazzdrummer van de fusion- en modern jazz.

## Biografie
Tomkins studeerde aan het conservatorium van Blackheath en aan de Guildhall School of Music and Drama. Nadat hij aanvankelijk trombone had gespeeld, wisselde hij in 1960 naar de drums. Als lid van het kwintet van Don Rendell en Ian Carr, waartoe hij van 1963 tot de ontbinding in 1969 behoorde, werd hij professioneel muzikant. Eind jaren 1960 behoorde hij ook tot het New Jazz Orchestra. Hij werkte ook met Michael Garrick, Henry Lowther, Keith Tippett, Nucleus (als percussionist), Barbara Thompson, Mike Westbrook, Tony Coe en de Canterbury-band Gilgamesh. Een poosje behoorde hij tot de huisband in Ronnie Scott's jazzclub en begeleidde hij daar muzikanten als Phil Woods, Sonny Stitt, Pepper Adams en Art Farmer. In 1985 toerde hij met Lee Konitz door het Verenigd Koninkrijk. Hij speelde ook in het trio van zijn neef, de pianist en filmcomponist Roy Budd.
Hij was ook werkzaam als muziekdocent aan de Royal Academy of Music en gaf workshops in Guildhall.
- Library of Congress Control Number: no2010010641
- MusicBrainz: cad3ac83-0d55-4bb4-ad6a-09a3a405eb5d
- Virtual International Authority File: 489149294511580522948
- WorldCat: E39PBJfWVc6fRqMDQ9xJDCBgKd